# Petter Dass
Petter Dass (Herøy (Nordland), c. 1647 - Alstahaug (Nordland), 18 de septiembre de 1707) fue un poeta y pastor noruego, conocido por sus himnos barrocos y su poesía topográfica. La mayoría de sus trabajos no fueron publicados hasta después de su muerte.

## Biografía
Dass nació en Herøy (Nordland), siendo hijo de Peter Dundas, quien era originario de Dundee (Escocia), y de Maren Falch. Su padre murió en 1653, cuando Petter tenía 6 años, por lo que los niños fueron criados por parientes y amigos. Su madre se casó por segunda ocasión, pero Dass permaneció con su tía, Anna Falch, quien estaba casada con un pastor en Nærøy.
A los 13 años, Dass empezó a asistir a la escuela en Bergen y posteriormente estudió teología en Copenhague.
Luego de terminar sus estudios en Copenhague, Dass regresó a Noruega y trabajó como tutor en Vefsn. Allí, tuvo un hijo fuera del matrimonio y tuvo que viajar a Copenhague a solicitar una absolución al rey danés. En 1689, fue nombrado pastor parroquial en Alstahaug.
Su obra más famosa es una descripción topográfica del norte de Noruega en verso, titulada Nordlands Trompet. Asimismo, también es reconocido por haber compuesto varios salmos, de los cuales el más famoso es Herre Gud, ditt dyre navn og ære.
El único retrato existente de Dass fue encontrado, de acuerdo con el folclore de la región, en la Iglesia de Melhus. Sin embargo, algunos historiadores han estudiado la pintura y consideran que la persona del retrato no es Dass.